# محوطه گاره
محوطه گاره مربوط به دوره اشکانیان است و در شهرستان خرم‌آباد، بخش پاپی، دهستان کشور، ۸۰۰ متری جنوب شرق روستای یالان رز واقع شده و این اثر در تاریخ ۲۸ اسفند ۱۳۸۵ با شمارهٔ ثبت ۱۸۵۳۷ به‌عنوان یکی از آثار ملی ایران به ثبت رسیده است.